# Lola Gallardo
María Dolores "Lola" Gallardo Núñez (* 10. Juni 1993 in Sevilla) ist eine spanische Fußballtorhüterin.

## Karriere

### Vereine
Sie begann ihre Karriere 2008 beim FC Sevilla, bevor sie dann zur Saison 2011/12 zu Sporting Huelva wechselte. Nach einer Saison ging es für sie dann aber weiter zu Atlético Madrid. Zur Saison 2020/21 wechselte sie erstmals in Ausland, um hier in Frankreich für Olympique Lyon aktiv zu sein. Dort kam sie in der Liga aber nur zu drei Einsätzen und kehrte darum zur Folgesaison wieder nach Madrid zurück.

### Nationalmannschaft
Mit der spanischen U17 gewann sie zum ersten Mal in deren Geschichte die Europameisterschaft 2010 und wurde hier auch zur Spielerin des Turniers auserkoren. Bei der Weltmeisterschaft 2010 wurde sie mit ihrer Mannschaft Dritter und gewann den Goldenen Handschuh.
Für die A-Nationalmannschaft wurde sie dann erstmals zur Europameisterschaft 2013 nominiert, wo sie als dritte Torhüterin gesetzt wurde. Ihren ersten Einsatz hatte sie dann dort auch im Vorfeld bei einem 2:2 gegen Dänemark. Bei dem Turnier selbst verblieb sie hinter Ainhoa aber stets auf der Bank. Genau so lief dann für sie auch die Weltmeisterschaft 2015 und die Europameisterschaft 2017 ab.
Wurde sie bei großen Turnieren nie eingesetzt so bekam sie aber in Freundschaftsspielen und Einladungsturnieren oft Einsätze. So auch beim Zypern-Cup 2018, wo sie beim 2:0-Finalsieg über Italien das Tor hütete. Bei der Weltmeisterschaft 2019 war sie dann wieder nur Ersatz und ihr blieb hinter Sandra Paños nur die Rolle als Zuschauerin. Dasselbe passierte dann auch bei der Europameisterschaft 2022. In der Qualifikation für die Weltmeisterschaft 2023 kam sie dann zu zwei Einsätzen. Erstmals seit nun zehn Jahren stand sie nun aber nicht mehr im vorläufigen oder gar finalem Turnierkader.